# Brachyloma
Brachyloma es un género  de plantas fanerógamas perteneciente a la familia Ericaceae.  Comprende 12 especies descritas y de estas, solo 11 aceptadas.

## Taxonomía
El género  fue descrito por Otto Wilhelm Sonder y publicado en Plantae Preissianae 1: 304. 1845. La especie tipo es: Brachyloma preissii Sond.

## Especies aceptadas
A continuación se brinda un listado de las especies del género Brachyloma aceptadas hasta febrero de 2014, ordenadas alfabéticamente. Para cada una se indica el nombre binomial seguido del autor, abreviado según las convenciones y usos.
- Brachyloma ciliatum (R.Br.) Benth.
- Brachyloma concolor (F.Muell.) Benth.
- Brachyloma daphnoides (Sm.) Benth.
- Brachyloma delbi Cranfield
- Brachyloma depressum (F.Muell.) Benth.
- Brachyloma ericoides (Schltdl.) Sond.
- Brachyloma mogin Cranfield
- Brachyloma nguba Cranfield
- Brachyloma preissii Sond.
- Brachyloma saxicola J.T.Hunter
- Brachyloma scortechinii F.Muell.